# Хангай, Сидзука
Сидзука Хангай (яп. 半谷静香; род. 23 июля 1988 года, Иваки, Фукусима, Япония) — японская дзюдоистка-паралимпийка. Серебряная призёрка летних Паралимпийских игр 2024 в Париже.

## Биография
Начала заниматься дзюдо в 13 лет, после окончания университета переключилась на паралимпийское дзюдо.
30 августа 2012 года на летних Паралимпийских играх 2012 в Лондоне в весовой категории до 52 кг в четвертьфинале проиграла китаянке Ван Лицзин. В утешительном раунде проиграла украинке Наталье Николайчик.
8 сентября 2016 года на летних Паралимпийских играх 2016 в Рио-де-Жанейро в весовой категории до 48 кг в четвертьфинале вновь проиграла китаянке Ван Лицзин. В утешительном раунде победила аргентинку Паулу Карину Гомес Мартинес, в схватке за третье место проиграла украинке Юлии Галинской.
27 августа 2021 года приняла участие на летних Паралимпийских играх 2020 в Токио в весовой категории до 48 кг. В четвертьфинале проиграла азербайджанке Шахане Гаджиевой. В утешительном раунде победила турчанку Эджем Ташин, в матче за третье место вновь проиграла украинке Юлии Иваницкой (выступала на Паралимпиаде-2016 под девичьей фамилией Галинская).
5 сентября 2024 года стала серебряной призёркой летних Паралимпийских игр 2024 в Париже в весовой категории до 48 кг (класс J1). В четвертьфинале победила аргентинку Росио Ледесму Дуре, в полуфинале — турчанку Эджем Ташин. В финале уступила украинке Наталье Николайчик.

## Основные спортивные результаты
| Год  | Турнир                          | Место проведения | Категория    | Место |
| ---- | ------------------------------- | ---------------- | ------------ | ----- |
| 2010 | Чемпионат мира                  | Анталья          | До 48 кг     | 7     |
| 2012 | Летние Паралимпийские игры 2012 | Лондон           | До 52 кг     | 7     |
| 2014 | Чемпионат мира                  | Колорадо-Спрингс | до 48 кг     | 9     |
| 2016 | Летние Паралимпийские игры 2016 | Рио-де-Жанейро   | до 48 кг     | 5     |
| 2021 | Летние Паралимпийские игры 2020 | Токио            | до 48 кг     | 5     |
| 2023 | Азиатские Параигры 2022         | Ханчжоу          | до 48 кг, J1 | 2     |
| 2024 | Летние Паралимпийские игры 2024 | Париж            | до 48 кг, J1 | 2     |
| 2025 | Чемпионат мира                  | Астана           | до 52 кг, J1 | 3     |